# London címere

## Leírás és a címer
London város címere teljes mértékben szemlélteti, hogyan is néz ki egy címerpajzs, ami közepén a címer található, majd azt veszik körül a sárkányok karjai. A címer tetején található egy sisak, az alsó részén pedig egy mottó, vagyis jelige látható.
A részletek jelentései:
- fegyverek: ezüst keresztezi a vörös részeket, az első negyedben a kard halványabban és felfelé mutat
- a címer teteje: egy ezüst koszorú található, melynek mindkét oldalán sárkány szárnyak vannak
- a támogatók: ezalatt a 2 oldalt álló szárnyas sárkányra gondolunk, akik körbefogják a címert

A város mottója Latinul Domine dirige nos, vagyis az „Úr, vezet minket”. Ami a 17. század óta elfogadott, mivel a legrégebbi visszautalás 1633-ban volt erre.

## Történelmi visszatekintés
A címer a múltban megjelent már 1381-ben is egy polgármesteri pecséten is, április 17-én. A címer egy ezüstpajzs, amit két vörös csík keresztez, és ennek az első metszetében egy piros kard található. Sokan azonosítják ezt a szimbólumot Anglia és London két szent védelmezőjével: Szent György keresztjével és Szent Pál mártíromságának szimbólumával. Azonban már évekkel korábban is felfedeztek hasonló szimbólumokat, mint az előbb említett, mégpedig 1319-ben egy hímzett pecséthordozó táskán is és egy 13. századi pecséten, ahol Szent Pál tart egy kardot.
Olyan hiedelmek is szóba jöttek már, hogy az 1381-es tőr, ami fel van tüntetve a címeren, ugyanaz a tőr, amelyet William Walworth, London polgármestere használt, amikor megölte Wat Tylert, egy akkori parasztlázadás vezetőjét, 1381 június 15-én. Jóllehet viszont, hogy ez csak mendemonda, mivel a címer már használva volt egy hónappal Wat halála előtt.
A címer felső része és a mellette álló két szárnyas sárkány a 17. században kerültek fel a címerre, de ez nem teljesen volt elfogadott 1957 április 30-ig, amikor is a College of Arms jóváhagyta ezt.
A felső rész, ahol egy sisak található Szent József keresztjével, ami a köznépre utal. Az első megjelenése ennek a címer résznek 1539-re vezethető vissza. Majd csak idővel jelentek meg mellette a sárkány szárnyak, és együttesen 1633-ban pedig John Stow, történelemíró, Survey of London könyvének 4. kiadásán jelent meg teljes képében. A szárnyak baljós szándékot sejtetnek, a sisak pedig azért tűnik fel, hogy a köznép is azonosulni tudjon, ne csak a felső osztály legyen megjelenítve a címeren. Sokan feltételezték, hogy ez az egyházzal vagy a katonasággal is összeköttethető, mivel akár egy jogar vagy egy buzogány hordozó sisakja is lehet.

London címere
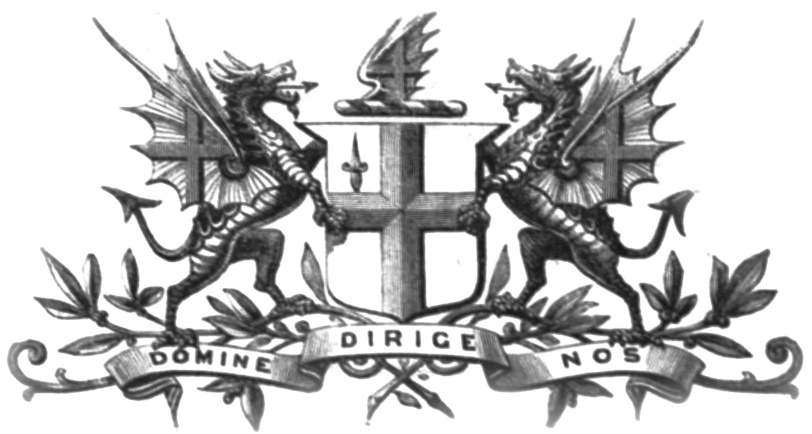
London címere
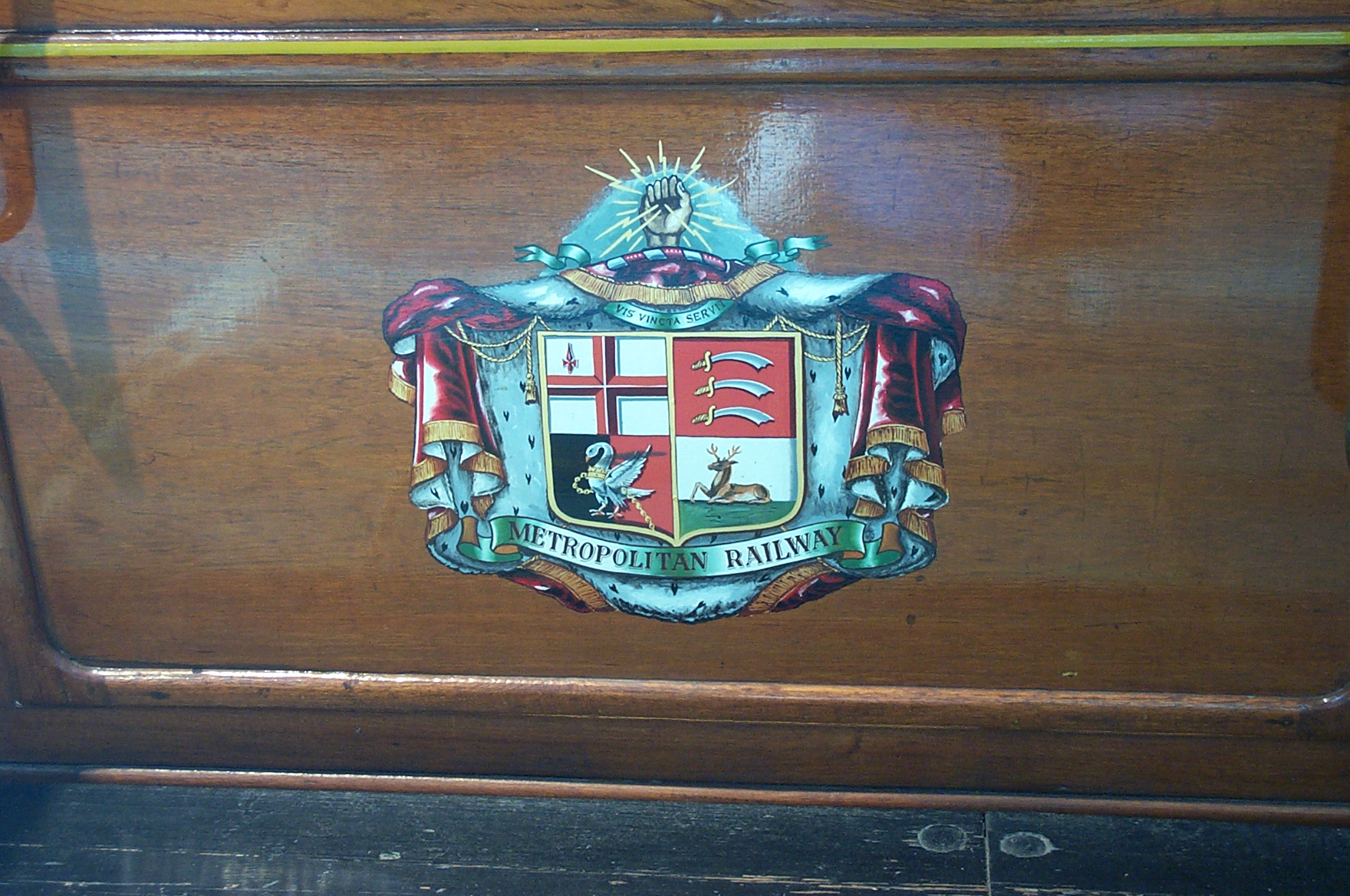
Metropolitan vasútállomásán megfigyelhető címer
A címer a kezdetekben

## Fordítás
- Ez a szócikk részben vagy egészben  a   Coat of arms of the City of London című angol Wikipédia-szócikk ezen változatának fordításán alapul.  Az eredeti cikk szerkesztőit annak laptörténete sorolja fel. Ez a jelzés csupán a megfogalmazás eredetét és a szerzői jogokat jelzi, nem szolgál a cikkben szereplő információk forrásmegjelöléseként.